# Відповідальність за порушення правил дорожнього руху в Україні
З метою забезпечення безпеки дорожнього руху за порушення Правил дорожнього руху та інших законодавчих актів, які регулюють дорожній рух, передбачено адміністративну відповідальність, а за серйозніші — кримінальну; в окремих випадках може наставати цивільно-правова відповідальність.

## Загальні положення

### Адміністративна відповідальність
Заходи адміністративного впливу до порушників найбільш поширені. Вони застосовуються відповідно до Кодексу України про адміністративні правопорушення за вчинення адміністративних правопорушень, пов'язаних з дорожнім рухом у межах санкцій, передбачених Кодексом за їх вчинення.
Суб'єктами цих адміністративних правопорушень є фізичні деліктоздатні особи (громадяни України, іноземці і особи без громадянства), які досягли 16-річного віку.
У більшості випадків порушення правил дорожнього руху, за які настає адміністративна відповідальність, мають формальний склад, і для накладення санкції достатньо встановлення факту порушення правил, норм і стандартів щодо безпеки руху та експлуатації транспорту. Як і для інших правопорушень з формальним складом, установлення причинно-наслідкового зв'язку між правопорушенням та настанням чи можливим настанням шкідливих наслідків є необов'язковим.
Санкції за порушення правил дорожнього руху накладаються органами внутрішніх справ (у тому числі працівники підрозділів МВС, що забезпечують безпеку дорожнього руху), а у разі, якщо передбачено оплатне вилучення ТЗ, громадські роботи, позбавлення прав керування ТЗ, адміністративний арешт, санкції накладаються судом.
Повернення посвідчення водія особам, які отримали його вперше та позбавлені права на керування транспортними засобами, не здійснюється.

### Кримінальна відповідальність
Якщо порушення Правил дорожнього руху призвели до вчинення дорожньо-транспортної пригоди, при якому загинули або були травмовані люди, або вчинено інші злочини на дорозі, особи, винні в цьому, притягаються до відповідальності згідно Кримінального кодексу.

### Цивільно-правова відповідальність
Цивільне законодавство передбачає, що з особи, дії якої призвели до вчинення дорожньо-транспортної пригоди, залежно від характеру і обставин порушення, може бути стягнута повна або часткова сума завданої матеріальної та моральної шкоди (глава 82 ЦК України).
Транспортний засіб належить до джерела підвищеної небезпеки, тому власник (водій) транспортного засобу може нести матеріальну відповідальність за заподіяну шкоду цим транспортним засобом (ст. 1187 ЦК).

## Правопорушення та відповідальність

### Адміністративна відповідальність
| Правопорушення | Санкція | Відповідальна особа                                 | Стаття КУпАП                |
| --- | --- | --------------------------------------------------- | --------------------------- |
| Випуск в експлуатацію ТЗ та інших пересувних засобів з перевищенням нормативів вмісту забруднювальних речовин у відпрацьованих газах | Штраф 1360 грн. | посадові особи, суб'єкти підприємницької діяльності | 80                          |
| Експлуатація автомототранспортних та інших пересувних засобів зі вказаними вище недоліками | Штраф 510 грн. | громадяни                                           | 81                          |
| Грубе порушення механізаторами правил технічної експлуатації с/г машин і техніки безпеки | штраф 102—340 грн. або позбавлення права керування цими машинами до 1 місяця | механізатори                                        | 108                         |
| Керування транспортним засобом, який має такі несправності, експлуатація ТЗ за яких заборонена, або переобладнаний з порушенням правил, норм і стандартів; керування ТЗ, який підлягає технічному контролю, але своєчасно його не пройшов | штраф 340 грн. | водій                                               | ч.1, ч.3 ст. 121            |
| Зазначене у ч.1 правопорушення, яке стосується ТЗ, який використовується для надання послуг з перевезення пасажирів, а також ТЗ, технічний стан якого не відповідає вимогам відповідних правил і стандартів | штраф 680 грн. | водій                                               | ч.2 ст. 121                 |
| Повторне протягом року правопорушення, зазначене у ч.1—3 ст. 121 | штраф 850—1700 грн. або позбавлення права керування ТЗ від трьох до шести місяців або адміністративний арешт 5—10 діб                                                                                                  | водій                                               | ч.4 ст. 121                 |
| Порушення правил користування ременями безпеки або мотошоломами | штраф 510 грн. | водій                                               | ч.5 ст. 121                 |
| Керування ТЗ, який є не зареєстрованим або не перереєстрованим в Україні в установленому порядку | штраф 850 грн. | водій                                               | ч.6 ст. 121                 |
| Повторне протягом року правопорушення, зазначене у ч.6 ст. 121 | штраф 1700 грн. або громадські роботи 30—40 годин з оплатним вилученням ТЗ чи без такого | водій                                               | ч.7 ст. 121                 |
| Керування водієм транспортним засобом, щодо якого порушено обмеження, встановлені Митним кодексом України | штраф 8500 грн. | водій                                               | ч.8 ст. 121                 |
| Повторне протягом року правопорушення, зазначене у ч.8 ст. 121 | штраф 17 000 грн. з позбавленням права керування ТЗ на 1 рік з оплатним вилученням ТЗ чи без такого | водій                                               | ч.9 ст. 121                 |
| Порушення правил перевезення дітей | штраф 510 грн. | водій                                               | ч.10 ст. 121                |
| Повторне протягом року правопорушення, зазначене у ч.10 ст. 121 | штраф 850 грн. | водій                                               | ч.11 ст. 121                |
| Експлуатація ТЗ, ідентифікаційні номери яких не відповідають записам у реєстраційних документах | штраф 255 грн. | водій                                               | ст. 1211                    |
| Перевезення водієм маршрутного таксі кількість пасажирів більшу, ніж дозволено технічними характеристиками, або більшу за кількість місць для сидіння | штраф 170 грн. | водій маршрутного таксі                             | ч.1 ст. 1212                |
| Порушення правил зупинки маршрутних таксі | штраф 255 грн. | водій маршрутного таксі                             | ч.2 ст. 1212                |
| Перевезення пасажирів на автобусному маршруті понад 500 км одним водієм | штраф 170 грн. | водій автобуса                                      | ч.3 ст. 1212                |
| Керування або експлуатація ТЗ: без номерного знака (далі — НЗ); з НЗ, що не належить даному ТЗ; з НЗ, який не відповідає вимогам або встановлений з порушеннями; із забрудненим НЗ, а так само умисне приховування НЗ | штраф 1190 грн. | водій                                               | ч.1 ст. 1213                |
| Керування або експлуатація ТЗ з НЗ окремих військових та правоохоронних органів або дипломатичних представництв, консульств та інших міжнародних організацій | штраф 2550 грн. | водій                                               | ч.2 ст. 1213                |
| Повторне протягом року правопорушення, зазначене у ч.2 ст. 1213 | штраф 5100 грн. з позбавленням права керування ТЗ від трьох до шести місяців | водій                                               | ч.3 ст. 1213                |
| Порушення Правил дорожнього руху: перевищення обмежень швидкості руху понад 20 км/год, порушення вимог дорожніх знаків та розмітки, правил перевезень вантажів, буксирування, зупинки і стоянки (якщо це не створило перешкоди дорожньому руху або загрозу безпеці руху), проїзду пішохідних переходів, ненадання переваги в русі пішоходам на нерегульованих пішохідних переходах, порушення заборони рухатися тротуарами чи пішохідними доріжками | штраф 340 грн. | водій або «відповідальна особа» (ст. 142)           | ч.1 ст. 122                 |
| Порушення Правил дорожнього руху: правил проїзду перехресть, зупинок ТЗ загального користування, проїзд на заборонний сигнал світлофору або жест регулювальника, порушення правил обгону і зустрічного роз'їзду, безпечного інтервалу та дистанції, розташування ТЗ на проїзній частині, порушення правил руху автомагістралями, користування освітлювальними приладами або спец. сигналами при початку або зміні напрямку руху, використання, переобладнання цих приладів з порушенням вимог стандартів, користування водієм ТЗ засобами зв'язку, який не налаштовано для використання без допомоги рук, порушення правил навчальної їзди | штраф 510 грн. | водій або «відповідальна особа» (ст. 142)           | ч.2 ст. 122                 |
| Порушення Правил дорожнього руху: ненадання переваги в русі ТЗ аварійно-рятувальних служб, швидкої медичної допомоги, поліції, пожежної охорони, ненадання переваги маршрутним транспортним засобам, порушення правил руху і зупинки на смузі для маршрутних транспортних засобів, порушення правил зупинки, стоянки, що спричинило перешкоду дорожньому руху або загрозу безпеці руху | штраф 680 грн. | водій або «відповідальна особа» (ст. 142)           | ч.3 ст. 122                 |
| Порушення Правил дорожнього руху: перевищення обмежень швидкості руху понад 50 км/год | штраф 1700 грн. | водій або «відповідальна особа» (ст. 142)           | ч.4 ст. 122                 |
| Зазначене у ч.1—4 ст. 122 порушення, яке призвело до створення аварійної обстановки (змусили інших учасників дорожнього руху різко змінити швидкість, напрямок руху тощо), що підтверджено фактичними даними | штраф 1445 грн. або позбавлення права керування ТЗ від шести місяців до 1 року | водій                                               | ч.5 ст. 122                 |
| Зупинка чи стоянка ТЗ на місцях, призначених для зупинки чи стоянки осіб з інвалідністю, створення їм перешкод, неправомірне використання розпізнавального знака «Водій з інвалідністю» | штраф 1020—1700 грн. | водій                                               | ч.6 ст. 122                 |
| Зупинка чи стоянка ТЗ на місцях, призначених для зупинки чи стоянки ТЗ з електричними двигунами, створення перешкод водіям таких ТЗ у зупинці чи стоянці | штраф 340—510 грн. | водій                                               | ч.7 ст. 122                 |
| Невиконання вимог поліцейського (водіями військових ТЗ — посадової особи Військової служби правопорядку) про зупинку | Штраф 153 грн. або позбавлення права керування ТЗ від трьох до шести місяців | водій                                               | ч.1 ст. 1222                |
| Невиконання вимог уповноваженої особи Укртрансбезпеки про зупинку | штраф 51 000 грн. | водій                                               | ч.2 ст. 1222                |
| Залишення місця ДТП | штраф 3400 грн. або позбавлення права керування ТЗ від одного до двох років, або адмін. арешт від 10 до 15 діб | водій                                               | ст. 1224                    |
| Порушення правил встановлення і використання спеціальних сигнальних пристроїв | штраф 8500 грн. з конфіскацією цих пристроїв | водій                                               | ст. 1225                    |
| В'їзд на залізничний переїзд особою, яка керує ТЗ, у випадках, коли рух через переїзд заборонений | штраф 850 грн. або позбавлення права керування ТЗ від шести місяців до 1 року, або адмін. арешт від 7 до 10 діб з оплатним вилученням ТЗ (у його власника) чи без такого                                               | особа, визнана винною                               | ч.2 ст. 123                 |
| Порушення, передбачене ч.2 ст. 123, вчинене водієм ТЗ під час надання послуг з перевезення пасажирів або небезпечних вантажів | позбавлення права керування ТЗ від одного до трьох років або адмін. арешт від 10 до 15 діб з оплатним вилученням ТЗ чи без такого                                                                                      | особа, визнана винною                               | ч.3 ст. 123                 |
| Інші порушення правил руху через залізничні переїзди | штраф 340 грн. | водій                                               | ч.1 ст. 123                 |
| Порушення правил дорожнього руху, яке призвело до пошкодження ТЗ, вантажів, дорожніх споруд чи іншого майна | штраф 850 грн. або позбавлення права керування ТЗ від шести місяців до 1 року | водій                                               | ст. 124                     |
| Ненадання ТЗ поліцейським або медичним працівникам, військових ТЗ — посадовим особам Військової служби правопорядку | штраф 68 грн. | водій                                               | ст. 1241                    |
| Керування ТЗ особою, яка не має або не пред'явила у спосіб, який дає можливість поліцейському прочитати та зафіксувати дані, посвідчення водія, реєстраційний документ, поліс обов'язкового страхування цивільно-правової відповідальності, електронні версії зазначених документів або інші передбачені законодавством документи | штраф 425 грн. | правопорушник                                       | ч.1 ст. 126                 |
| Керування ТЗ особою, яка не має права керування ТЗ, передача керування ТЗ особі, яка не має такого права | штраф 3400 грн. | правопорушник                                       | ч.2 ст. 126                 |
| Керування ТЗ особою, яка тимчасово обмежена у праві керування ТЗ | позбавлення права керування ТЗ від трьох до шести місяців | водій                                               | ч.3 ст. 126                 |
| Керування ТЗ особою, яка позбавлена права керування ТЗ | штраф 20 400 грн. | водій                                               | ч.4 ст. 126                 |
| Повторне протягом року правопорушення, передбачене ч.2—4 ст. 126 | штраф 40 800 грн. з позбавленням права керування ТЗ від п’яти до семи років з оплатним вилученням ТЗ чи без такого | водій                                               | ч.5 ст. 126                 |
| Порушення ПДР пішоходами (непокора сигналам регулювання, перехід у невстановлених місцях тощо) | штраф 255 грн. | пішохід                                             | ч.1 ст. 127                 |
| Порушення ПДР особами, які керують велосипедами, гужовим транспортом, і погоничами тварин | штраф 340 грн. | водії вказаних ТЗ                                   | ч.2 ст. 127                 |
| Зазначене у ч.1, 2 ст. 127 порушення, вчинене особами у стані сп'яніння | штраф 680 грн. | водії вказаних ТЗ/пішоходи                          | ч.3 ст.127                  |
| Зазначене у ч.1, 2 ст. 127 порушення, що призвело до створення аварійної обстановки | штраф 850 грн. або громадські роботи 20—40 годин | ті самі особи                                       | ч.4 ст. 127                 |
| Видача документа про технічну справність ТЗ, що підлягає обов'язковому технічному контролю, з порушенням порядку проведення перевірки технічного стану такого ТЗ | штраф 1360 грн. | посадові особи                                      | ч.1 ст. 1271                |
| Видача документа про технічну справність ТЗ, що підлягає обов'язковому технічному контролю, без проведення перевірки його технічного стану; порушення порядку видачі спеціального знака державного зразка про укладення договору обов'язкового страхування цивільно-правової відповідальності власників ТЗ | штраф 1700 грн. | посадові особи                                      | ч.2, ч. 3 ст. 1271          |
| Порушення порядку тимчасового затримання ТЗ та їх зберігання | штраф 1190—1700 грн. | керівник суб’єкта господарювання, ФОП               | ч.1 ст. 1272                |
| Прийняття інспектором з паркування грошових коштів у готівковій формі в рахунок оплати вартості послуг з паркування ТЗ та/або штрафів, накладених на місці вчинення правопорушення | штраф 850—1190 грн. | інспектор з паркування                              | ч.2 ст. 1272                |
| Повторне протягом року правопорушення, передбачене ч.2 ст. 1272 | штраф 1700—2040 грн. | інспектор з паркування                              | ч.3 ст. 1272                |
| Випуск на лінію ТЗ, технічний стан яких не відповідає встановленим вимогам або без необхідних документів, без проходження щозмінного медичного огляду та контролю технічного стану, направлення в рейс одного водія на маршрут протяжністю понад 500 км | штраф 680 грн. | посадові особи, СГД                                 | ч.1 ст. 128                 |
| Зазначене у ч.1 ст. 128 правопорушення, вчинене повторно протягом року | штраф 850 грн. | посадові особи, СГД                                 | ч.2 ст. 128                 |
| Порушення або невиконання правил, норм та стандартів, що стосуються забезпечення безпеки дорожнього руху | штраф 1700 грн. | особа, визнана винною                               | ч.1 ст. 1281                |
| Зазначене у ч.1 ст. 1281 правопорушення, що призвело до пошкодження ТЗ, автомобільних доріг, вулиць або іншого майна | штраф 2550 грн. | особа, визнана винною                               | ч.2 ст. 1281                |
| Допуск до керування ТЗ водіїв, які перебувають у стані сп'яніння, у хворобливому стані, під впливом лікарських засобів, які знижують увагу та швидкість реакції, або таких, що не пройшли у встановлений строк медичного огляду | штраф 425 грн. | посадові особи, СГД                                 | ч.1. ст. 129                |
| Допуск до керування ТЗ водіїв, які не мають права керування ТЗ | штраф 340 грн. | посадові особи, СГД                                 | ч.2 ст. 129                 |
| Допуск до керування морськими, річковими, малими, спортивними суднами або водними мотоциклами осіб, які перебувають у стані сп'яніння, або під впливом лікарських засобів, які знижують увагу та швидкість реакції, | штраф 17 000 грн. | посадові особи                                      | ч.3 ст. 129                 |
| Керування ТЗ особами у стані сп'яніння або під впливом лікарських засобів, які знижують увагу та швидкість реакції, передача керування ТЗ такій особі, а так само відмова особи, яка керує ТЗ, пройти огляд на стан сп'яніння чи наявність зазначених лікарських засобів | штраф 17 000 грн. з позбавленням права керування ТЗ на 1 рік (щодо водіїв) | водій, інші особи                                   | ч.1 ст. 130                 |
| Повторне протягом року правопорушення, визначене у ч.1 ст. 130 | штраф 34 000 грн. або адмін. арешт на 10 діб з позбавленням права керування ТЗ на 3 роки (щодо водіїв) з оплатним вилученням ТЗ чи без такого                                                                          | водій, інші особи                                   | ч.2 ст. 130                 |
| Правопорушення, визначене у ч.1 ст. 130, вчинене особою, яка двічі протягом року притягалася до адміністративної відповідальності за ч.1 ст. 130 (крім передачі керування ТЗ у стані сп'яніння або під впливом лікарських засобів) | штраф 51 000 грн. або адмін. арешт на 15 діб з позбавленням права керування ТЗ на 10 років (щодо водіїв) та з конфіскацією ТЗ, який є у приватній власності порушника                                                  | водій, інші особи                                   | ч.3 ст. 130                 |
| Вживання водієм ТЗ алкоголю, наркотичних засобів, психотропних речовин, їх аналогів, лікарських засобів, зроблених на їх основі (крім тих, що входять до офіційно затвердженого складу аптечки або призначені медичним працівником), після ДТП за її участю або після зупинки на вимогу поліцейського, до проходження огляду на стан сп'яніння | штраф 34 000 грн. адмін. арешт на 15 діб з позбавленням права керування ТЗ на 3 роки (щодо водіїв) | водій, інші особи                                   | ч.4 ст. 130                 |
| Керування річковими, морськими, малими, спортивними суднами або водними мотоциклами особами в стані сп'яніння або під впливом лікарських засобів, які знижують увагу і швидкість реакції, передача керування судном такій особі, відмова від проходження огляду на стан сп'яніння | штраф 17 000 грн. або громадські роботи 40—60 годин, або адмін. арешт на 10 діб з позбавленням права керування всіма видами плавучих засобів від одного до трьох років                                                 | водій судна                                         | ч.5 ст. 130                 |
| Правопорушення, визначене у ч.5 ст. 130, вчинене особою, яка не має права керування суднами | штраф 25 500 грн. або адмін. арешт 10—15 діб | правопорушник                                       | ч.6 ст. 130                 |
| Вживання особою, яка керувала річковим, морським, малим, спортивним судном або водним мотоциклом, алкоголю, наркотичних засобів, психотропних речовин, їх аналогів, лікарських засобів, зроблених на їх основі (крім тих, що входять до офіційно затвердженого складу аптечки або призначені медичним працівником), після аварійної події за її участю або після зупинки на вимогу поліцейського або іншої уповноваженої законом посадової особи, до проходження огляду на стан сп'яніння | штраф 20 400 грн. з позбавленням права керування всіма видами плавучих засобів на 3 роки (щодо осіб, які мали таке право)                                                                                              | водій судна                                         | ч.7 ст. 130                 |
| Порушення правил дорожнього перевезення небезпечних вантажів та правил проїзду великогабаритних і великовагових ТЗ автомобільними дорогами, вулицями та залізничними переїздами | штраф 510 грн. (водії) штраф 680 грн. (посадовці, СГД) | водії, посадові особи, СГД                          | ч.1 ст. 1321                |
| Перевищення встановлених законодавством габаритно-вагових норм під час руху великогабаритними і великоваговими ТЗ автомобільними дорогами, вулицями або залізничними переїздами | штраф 8500 грн. (у разі перевищення від 5 % до 10 %) штраф 17 000 грн. (у разі перевищення від 10 % до 20 %) штраф 34 000 грн. (у разі перевищення від 20 % до 30 %) штраф 51 000 грн. (у разі перевищення понад 30 %) | особа, визнана винною                               | ч.2 ст. 1321                |
| Ухилення або відмова від проходження габаритно-вагового контролю; перевищення встановлених обмежень швидкості руху ТЗ, порушення вимог дорожніх знаків та розмітки, розташування ТЗ на проїзній частині, вчинення правопорушень, передбачених ч.6 ст. 121, в зоні габаритно-вагового контролю | штраф 51 000 грн. | особа, визнана винною                               | ч.3 ст. 1321                |
| Внесення (зазначення) вантажовідправником відомостей про масу або габарити вантажу до товарно-транспортної накладної або іншого визначеного законодавством документа на вантаж, що не відповідають фактичним даним, які перевищують нормативно встановлені законодавством вагові або габаритні параметри понад 5 %, крім вантажовідправника, який одночасно є перевізником цього вантажу, а так само внесення (зазначення) вантажовідправником відомостей про масу або габарити вантажу до товарно-транспортної накладної або іншого визначеного законодавством документа на вантаж, що перевищують нормативно встановлені законодавством вагові або габаритні параметри понад 5 %, за відсутності оформленого дозволу на проїзд автомобільними дорогами транспортних засобів, вагові або габаритні параметри яких перевищують нормативні | штраф 8500 грн. (у разі перевищення від 5 % до 10 %) штраф 17 000 грн. (у разі перевищення від 10 % до 20 %) штраф 34 000 грн. (у разі перевищення від 20 % до 30 %) штраф 51 000 грн. (у разі перевищення понад 30 %) | громадяни ФОП посадові особи                        | ч.1, ч.2, ч.3, ч.4 ст. 1322 |
| Решта порушень правил дорожнього руху | Попередження | водій                                               | ст. 125                     |

### Кримінальна відповідальність
| Злочин | Санкція | Відповідальна особа | Стаття КК    |
| --- | --- | --- | ------------ |
| Порушення правил безпеки дорожнього руху або експлуатації транспорту особами, які керують транспортними засобами, що спричинило середньої тяжкості тілесне ушкодження | штраф 51 000—85 000 грн. або виправні роботи до двох років, або арешт до шести місяців, або обмеження волі до трьох років з позбавленням права керування ТЗ до трьох років                                                            | водій | ч.1 ст. 286  |
| Діяння, визначені у ч.1 ст. 286, що призвело до заподіяння тяжкого тілесного ушкодження або смерті потерпілого | позбавлення волі від трьох до восьми років з позбавленням права керування ТЗ до трьох років або без такого | водій | ч.2 ст. 286  |
| Діяння, визначені у ч.1 ст. 286, що призвело до загибелі кількох осіб | позбавлення волі від п'яти до десяти років з позбавленням права керування ТЗ до трьох років | водій | ч.3 ст. 286  |
| Порушення правил безпеки дорожнього руху або експлуатації транспорту особами, які керують транспортними засобами у стані сп’яніння або під впливом лікарських препаратів, що знижують увагу та швидкість реакції, що спричинило середньої тяжкості тілесне ушкодження | позбавлення волі до трьох років з позбавленням права керування ТЗ від трьох до п’яти років | водій | ч.1 ст. 2861 |
| Діяння, визначені у ч.1 ст. 2861, що заподіяли тяжке тілесне ушкодження | позбавлення волі від трьох до восьми років з позбавленням права керування ТЗ від п’яти до восьми років | водій | ч.2 ст. 2861 |
| Діяння, визначені у ч.1 ст. 2861, якщо вони спричинили смерть потерпілого | позбавлення волі від п’яти до десяти років з позбавленням права керування ТЗ від п’яти до десяти років | водій | ч.3 ст. 2861 |
| Діяння, визначені у ч.1 ст. 2861, якщо вони спричинили смерть загибель кількох осіб | позбавлення волі від семи до дванадцяти років з позбавленням права керування ТЗ від семи до десяти років | водій | ч.4 ст. 2861 |
| Випуск в експлуатацію технічно несправних ТЗ або інше порушення їх експлуатації, допуск до керування ТЗ особою, яка не має права керування ТЗ, перебуває в стані сп'яніння, якщо ці дії спричинили потерпілому середньої тяжкості тілесне ушкодження, тяжке тілесне ушкодження або його смерть | штраф 17 000—51 000 грн. або виправні роботи до двох років, або обмеження чи позбавлення волі до п'яти років з позбавленням права обіймати посади, пов'язані з відповідальністю за технічний стан або експлуатацію ТЗ, або без такого | особа, відповідальна за технічний стан або експлуатацію ТЗ | ст. 287      |
| Порушення нормативно-правових актів, норм і правил, що стосуються убезпечення дорожнього руху, якщо це спричинило середньої тяжкості тілесне ушкодження, тяжке тілесне ушкодження або смерть | штраф 34000—51000 грн. або виправні роботи до двох років, або обмеження чи позбавлення волі до п'яти років | особа, відповідальна за стан доріг та інших автодорожніх споруд; особа, яка виконує роботи по забезпеченню належного стану доріг та інших автодорожніх споруд | ст. 288      |
| Незаконне заволодіння транспортним засобом | обмеження чи позбавлення волі від трьох до п'яти років | особа, визнана винною | ч.1 ст. 289  |
| Дії, визначені в ч.1 ст. 289, вчинені повторно або за попередньою змовою групою осіб, або поєднані з насильством, яке не є небезпечним для життя чи здоров'я потерпілого потерпілого, або з погрозою застосування такого насильства, або поєднані з проникненням у приміщення чи інше сховище, або з використанням електронних пристроїв для втручання в роботу технічних засобів охорони, або якщо предметом незаконного заволодіння є транспортний засіб, вартість якого становить від ста до двохсот п’ятдесяти неоподатковуваних мінімумів доходів громадян (який станом на 2023 рік становить (в частині кваліфікації адміністративних або кримінальних правопорушень) 1342 грн. — тобто від 134 200 до 355 500 грн.) | позбавлення волі від п'яти до восьми років з конфіскацією майна чи без такої | особа, визнана винною | ч.2 ст. 289  |
| Дії, визначені в ч.1 або ч.2 ст. 289, вчинені організованою групою або поєднані з насильством, небезпечним для життя чи здоров'я потерпілого, або з погрозою застосування такого насильства, або якщо предметом незаконного заволодіння є транспортний засіб, вартість якого у двісті п’ятдесят і більше разів перевищує неоподатковуваний мінімум доходів громадян (понад 355 500) | позбавлення волі восьми до дванадцяти років з конфіскацією майна чи без такої | особа, визнана винною | ч.3 ст. 289  |
| Знищення, підробка або заміна номерів вузлів та агрегатів транспортного засобу | штраф 2550—4250 грн. або виправні роботи до двох років, або обмеження волі до трьох років | особа, визнана винною | ст. 290      |
| Порушення чинних на транспорті правил, що убезпечують рух, а також нормативно-правових актів, норм і правил виготовлення, переобладнання, ремонту транспортних засобів якщо це спричинило загибель людей або інші тяжкі наслідки | штраф 34 000—85 000 грн. або виправні роботи до двох років, або обмеження чи позбавлення волі до п'яти років | особа, визнана винною | ст. 291      |

Примітки до таблиць:
- штрафи перераховані у гривні з розрахунку: 1 неоподатковуваний мінімум доходів громадян = 17 гривень;
- СГД — Громадянин — суб'єкт господарської діяльності
- ПДР — Правила дорожнього руху
- ТЗ — Транспортний засіб
- ДТП — Дорожньо-транспортна пригода
- жовтим кольором виділено правопорушення (злочини), за які порушника може бути позбавлено права керування транспортним засобом.